# Kuzinellus querellus
Kuzinellus querellus är en spindeldjursart som först beskrevs av Edward A. Ueckermann och Loots 1988.  Kuzinellus querellus ingår i släktet Kuzinellus och familjen Phytoseiidae. Inga underarter finns listade i Catalogue of Life.